# Северо-западные иранские языки
Се́веро-за́падные ира́нские языки — одна из групп западноиранских языков.

## Языки

### Древнеиранский период
- Мидийский язык

### Среднеиранский период
- Парфянский язык

- Старокурдский язык

### Новоиранские период
- Курдский язык:
  - Севернокурдский
  - Центральнокурдский
  - Южнокурдский
  - Лаки
  - Заза-горани:
    - Зазаки
    - Горани

- Дейлемитский язык †
- Прикаспийские языки
  - Гилянский язык
  - Мазендеранский язык
  - Велатру
  - Шамерзади
- Азери † — язык Азербайджана (Атропатены), вытесненный тюркским языком, его локальные потомки:
  - Талышский язык
  - Тати
  - Килитский язык †
- Семнанские языки — довольно разнородные локальные диалекты:
  - Семнанский язык
  - Сангесарский язык
  - Диалекты полосы Семнана
- Центральноиранская подгруппа:
  - Центральноиранские диалекты
  - Сивенди
  - Таджриши †
- «Восточная» зона:
  - Белуджский язык
  - Ормури
  - Парачи